# Grosser Kaserer
Le Großer Kaserer est une montagne qui s’élève à 3 263 m d’altitude dans Alpes de Zillertal, en Autriche.
Les montagnes avoisinantes sont l'Olperer (3 476 m), le Fussstein (3 380 m) et les Gefrorene-Wand-Spitzen (3 288 m).